# Dr. Price House
Dr. Price House — historyczny budynek znajdujący się w mieście Live Oak na Florydzie (U.S.A). Mieści się przy 702 Pine Avenue. 25 września 1998 r. budynek został dodany na listę miejsc historycznych w Stanach Zjednoczonych — U.S. National Register of Historic Places.

## Galeria

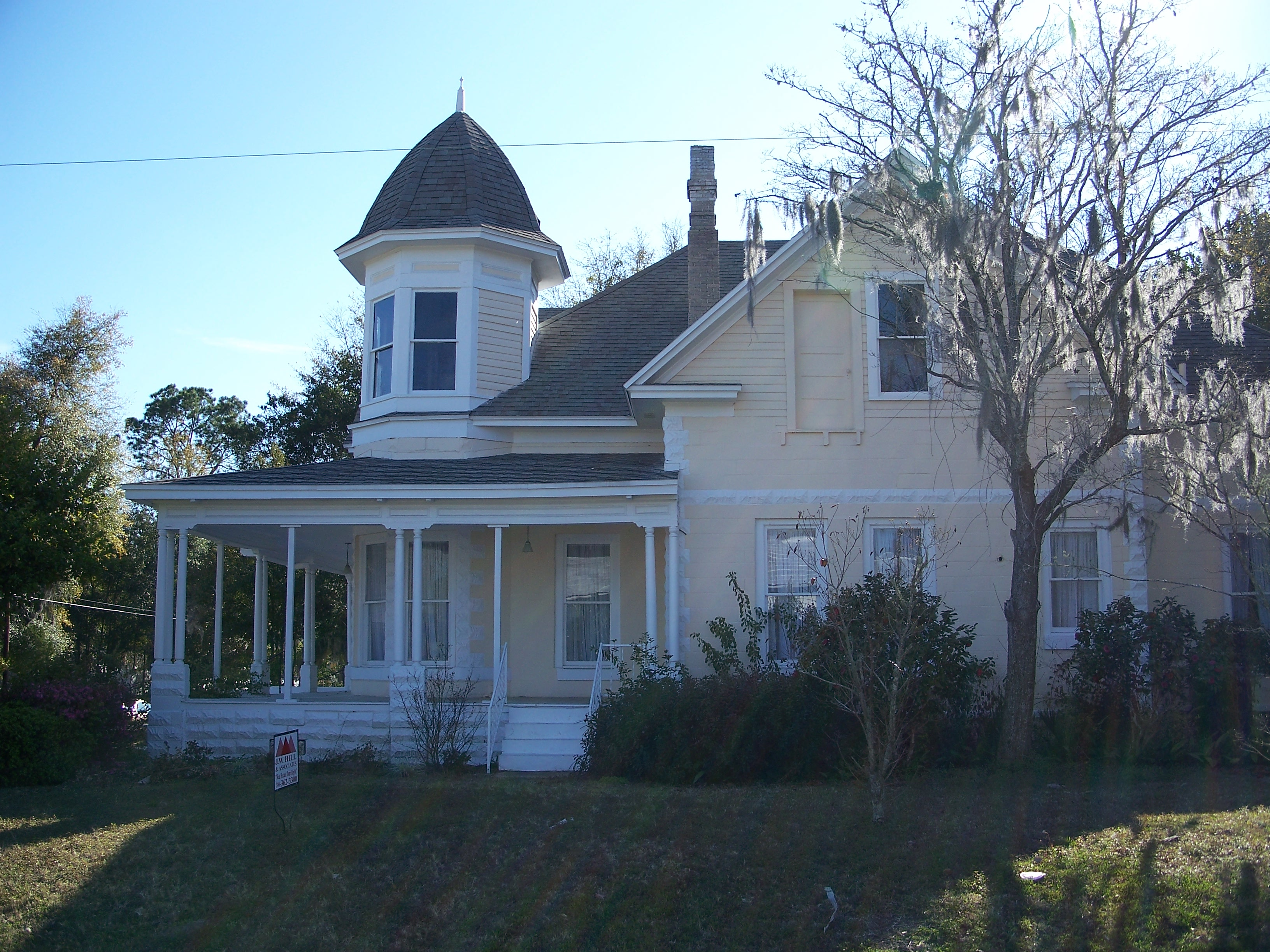